# 異母兄弟 (映画)
『異母兄弟』（いぼきょうだい）は、1957年に公開された家城巳代治監督、独立映画製作の日本映画。松竹系で全国公開され、同時上映はソ連映画『三本指の狼』。公開時、都市部では不振となったが、地方では人気を得たとされる。
テレビドラマでリメイクされた。

## あらすじ
時は大正10年、利江は尊大で残忍な帝国陸軍将校である鬼頭範太郎の女中として働き始めた。
ある夜、範太郎は妻がいる身でありながらも、酔ったことで利江を手ごめにして身ごもらせてしまう。
2人の幼い息子を残して妻のつたが亡くなり、彼は便宜のため利江と結婚することを余儀なくされた。
数年経ち、範太郎は息子の一郎司と剛二郎のように、今でも利江を女中のように扱っている。二度目の結婚で生まれた二人の息子、良利と智秀は、父親と異母兄の両方に軽蔑されている。
戦争が勃発すると、一郎司と剛二郎は、海軍士官になった良利とともに、最前線に送られた。 
残った末っ子の智秀は、父親のいじめに苦しみ続け家から逃げ出した。
出征した3人の兄弟は命を落とし、二人の息子を失ったことに耐えられない範太郎は、アルコール依存症に陥り、家財全てを失った。
長い放浪の後、智秀は実家に戻った。
利江は飛び上がって喜んだが、範太郎は以前のように、末っ子とは冷めたままだった。 初めて、利江は怒りを吐き出す。

## スタッフ
以下のスタッフ名等は特に記載がない限りKINENOTEに従った。
- 監督 - 家城巳代治
- 製作 - 栄田清一郎
- 原作 - 田宮虎彦
- 脚本 - 依田義賢、寺田信義
- 撮影 - 宮島義勇
- 美術 - 平川透徹
- 音楽 - 芥川也寸志
- 録音 - 加藤一郎
- 照明 - 浅見良二
- 編集 - 沼崎梅子

## 出演
以下の出演者と役名は特に記載がない限りKINENOTEに従った。○数字はクレジット順。
- 三國連太郎 ②: 鬼頭範太郎（陸軍大尉→中佐→予備役）
- 豊島八重子 : 妻 つた[1]（鬼頭の最初の妻、師団長の娘）
- 田中絹代 ①: 後妻 利江 [1]（鬼頭の二番目の妻）[4]
- 西田昭市 ⑧: 長男 一郎司 （最初の結婚の子）
- 浪江孝次 : 長男 幼年時代
- 遠藤征行 : 長男 少年時代
- 近藤宏 （日活）⑨: 次男 剛二郎（最初の結婚の子）
- 春日井宏往 : 次男 幼年時代
- 大友良雄 : 次男 少年時代
- 南原伸二 ⑤: 三男 良利（二度目の結婚の子）
- 森下義秀 : 三男 少年時代
- 中村賀津雄 （松竹）④: 四男 智秀（二度目の結婚の子）
- 菅野彰雄 : 四男 幼年時代
- 高千穂ひづる ③: ハル・女中 [1]
- 飯田蝶子 ⑥: マス
- 島田屯 : 太田
- 永井智雄 ⑦: 連隊長
- 富田仲次郎 ⑩: 相模
- 太田恭二 : 小学校の先生
- 打越昭八 : 教官
- 水村靖 : 下士官
- 宮坂昌介 : 中学生A
- 水谷勇 : 中学生B
- 降旗昭司 : 中学生C
- 伊藤享治 : 中学生D
- 中村智 : 中学生E
- 陶隆 : 客の男
- 志賀夏江 : 女甲
- 徳間みどり : 女乙
- 相沢治夫 : 医師

## 受賞歴
- 1958年 カルロヴィ・ヴァリ国際映画祭[5]
  - 最高賞（グランプリ）（クリスタル・グローブ賞）『異母兄弟』（家城巳代治監督）
- 1957年 第12回毎日映画コンクール[5][6]
  - 俳優部門 女優助演賞 田中絹代『異母兄弟』『女体は哀しく』『地上』
  - スタッフ部門 脚本賞 依田義賢『大阪物語』『異母兄弟』
- 1957年度 第31回キネマ旬報
  - 日本映画ベスト・テン9位 『異母兄弟』（家城巳代治監督）[7]

## エピソード
三國連太郎は老人役をするために上下の歯を10本抜いて、その怪我の後遺症でわざと顔を老化させたことで知られる。

## テレビドラマ
- 1967年6月6日 - 7月25日 火 22:00 - 22:45、KTVで放送。出演は山形勲、入川保則、富川澈夫、南田洋子、柴田美保子、西山嘉孝、土方弘。[9]
- 1975年11月17日 - 1976年1月2日 月～金 13:00 - 13:30、フジテレビ『ライオン奥様劇場』で放送。出演は林美智子、高松英郎、桜むつ子、柳川慶子、当銀長太郎。[10]